# Epitoxis amazoula
Epitoxis amazoula là một loài bướm đêm thuộc phân họ Arctiinae, họ Erebidae.